# Somes Sound

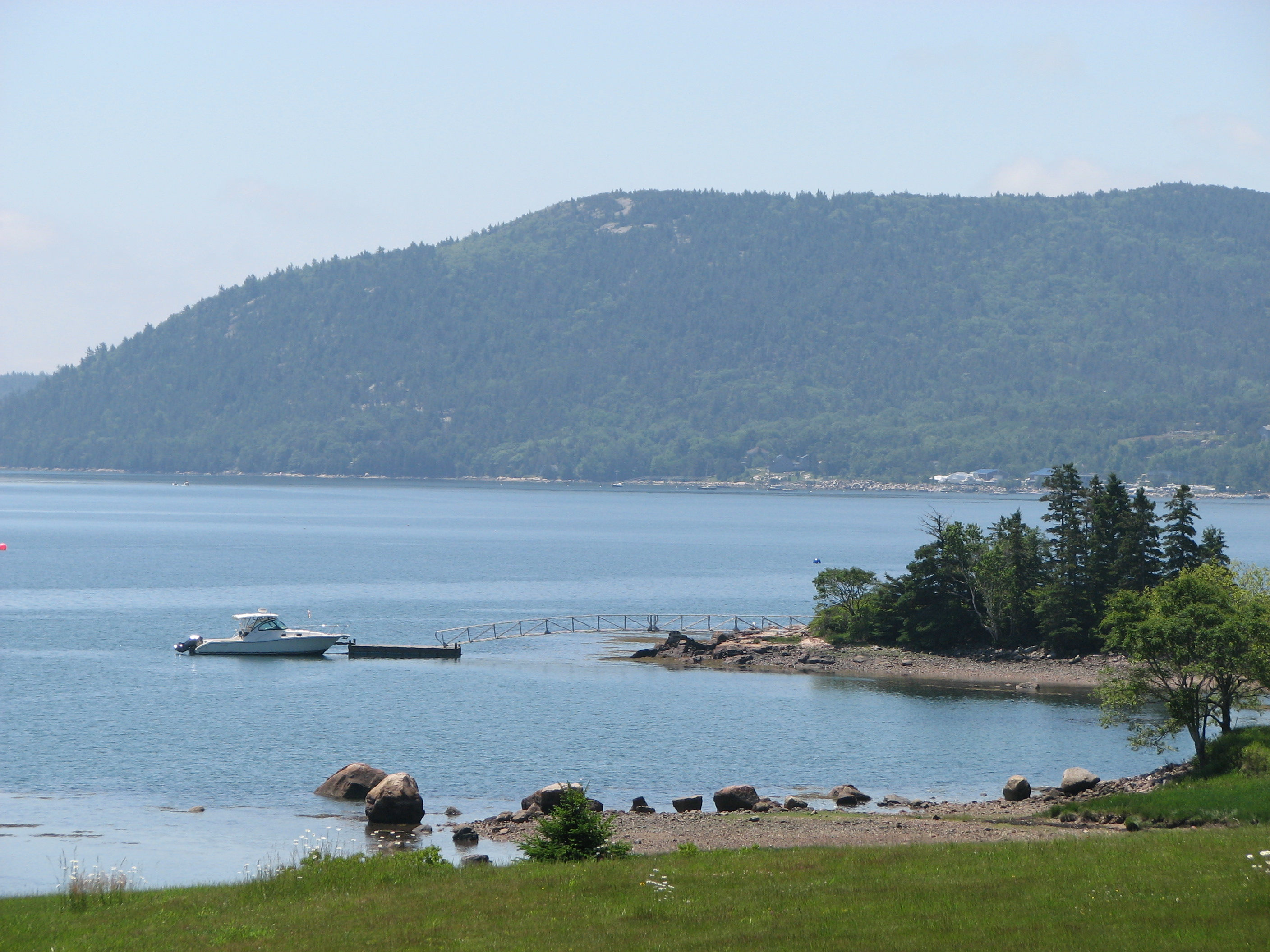
Somes Sound dalla Mount Desert Island.

Somes Sound è un fjard, un corso d'acqua che scorre nell'Isola di Mount Desert, la località principale del Parco nazionale di Acadia, nel Maine (Stati Uniti d'America). Il suo punto più profondo è di circa 50 metri, ma in molti punti raggiunge i 30 metri. Il fjard divide quasi in due l'isola.
Mentre viene spesso descritto come l'"unico fiordo nella costa orientale degli Stati Uniti d'America", esso è privo del rilievo verticale all'estremità e dei sedimenti anossici associati ai fiordi norvegesi, e oggi è denominato ufficialmente fjard — una minore baia glaciale sommersa.
Somes Sound deve il suo nome ad Abraham Somes, che fu uno dei primi coloni sull'isola, che abitava all'estremità dello stretto a Somesville, il primo villaggio dell'isola.